# Dictyna vicina
Dictyna vicina är en spindelart som beskrevs av Simon 1873. Dictyna vicina ingår i släktet Dictyna och familjen kardarspindlar. Inga underarter finns listade i Catalogue of Life.